# Спеціальний вид вибухозахисту електрообладнання
Спеціальний вид вибухозахисту електрообладнання — різновид вибухозахисту електрообладнання, оснований на принципах, які відрізняються від інших видів вибухозахисту і забезпечуються такими засобами:
- розташуванням електричних частин електрообладнання в герметичній оболонці;
- герметизацією електрообладнання матеріалами, які мають ізоляційні властивості (епоксидний компаунд, герметики тощо);
- розташуванням в оболонці зі спеціальними наповнювачами, що виключають контакт електропровідних частин з вибухонебезпечним середовищем;
- дією на вибухонебезпечну суміш, яка проникає в оболонку електрообладнання, спеціальними пристроями або речовинами для поглинання, флегматизації або зниження її концентрації до значень, що не перевищують 50 % нижньої межі вибуховості;
- обмеженням тривалості дії джерела ініціювання вибуху або зниженням запалюючої здатності джерела ініціювання вибуху, що виключає займання вибухонебезпечного середовища.

## Рудникове електрообладнання
Спеціальний вид вибухозахисту електрообладнання елементів рудникового обладнання, які практично не окиснюються при нагріванні, забезпечується обмеженням температур поверхонь цих елементів у нормальних та аварійних режимах роботи до безпечних величин, виключенням можливості осідання на них вугільного пилу, безпекою електричних іскор у відношенні займання метану, які можуть виникнути при руйнуванні нагрітих елементів. Всі елементи рудникового обладнання, що нагріваються в процесі роботи в залежності від їх здатності окиснюватися в повітряному середовищі, поділяють на три групи: неокиснювані, або практично неокиснювані, повільно окиснювані, що перегоряють, швидко окиснювані що перегорають. Перша і друга група елементів може знаходитися в рудниковій атмосфері протягом всього періоду експлуатації, на який вони розраховані без зміни своїх властивостей за винятком аварійних ситуацій, перевищення робочої температури, причому елементи другої групи можуть при цьому перегоряти. Елементи третьої групи при робочих температурах, обумовлених функціональним призначенням цих елементів у випадку контакту з рудниковою атмосферою окиснюються і перегоряють протягом дуже короткого проміжку часу у порівнянні з часом експлуатації виробів, в яких застосовані ці елементи.
При розгляді процесів займання мета-ну поверхнями елементів рудникового електрообладнання розрізняють такі температури:
1. температура елементів, що нагріваються;
2. температура займання метану;
3. температура займання порогова — мінімальна температура, при якій займання метану ще має місце;
4. мінімальна запалювальна температура елементів, що нагріваються,
5. порогова температура елементів, що нагріваються, при якій відбувається займання метану оптимальної (за займанням) концентрації у повітрі;
6. мінімальна порогова запалювальна температура елементів, що нагріваються,
7. порогова температура елементів, що нагріваються, нижче якої займання метану не відбувається за будь-яких обставин. Безпечна температура поверхні елементів рудникового електрообладнання, що нагріваються у відношенні запалення метану,
8. температура цих елементів, яка за будь-яких обставин не викликає займання метану.

Іскробезпечний струм (напруга, потужність або енергія) елементів рудникового електрообладнання, що нагріваються — струм (напруга, потужність або енергія) цих елементів з урахуванням максимально можливої температури за умовами займання навколишнього вибухонебезпечного середовища.
С.в.е. в залежності від засобів вибухозахисту може мати три рівні: особливовибухобезпечний, вибухобезпечний і підвищеної надійності проти вибуху. С.в.е. застосовано в рудникових засобах газового контролю, ліхтарях.